# Харченко Ніна Василівна
Харченко Ніна Василівна (нар. 1948 року) — українська астрономка, дослідниця кінематики зір Галактики, лауреатка Премії НАНУ ім. Є. П. Федорова (2012).

## Біографія
У 1948 році народилася у м. Барабінськ Новосибірської області. У 1970 році закінчила Уральський державний університет імені О. М. Горького.
У 1981 році здобула кандидатську дисертацію за темою досліджень "Абсолютні власні рухи зірок і просторово-кінематичні характеристики центроїдів у Головному мередіанному перетині Галактики" в Головній астрономічній обсерваторії НАН України.
У 1990 році здобула докторську дисертацію за темою "Астрономічні дослідження головного мерідіанного перетину Галактики" в Головній астрономічній обсерваторії НАН України.
Наразі працює провідним науковим співробітником в Головної астрономічної обсерваторії НАН України у відділі фізики зір та галактик.

## Наукові дослідження
Cтворила каталог кінематики та фотометрії 2.5 млн зір.

## Нагороди та визнання
У 2012 році отримала разом з Федоровим П. М. премію імені Є. П. Федорова НАН України за дослідження кінематик зір та їх каталогізування, "Каталоги зоряних даних як інструменти астрономічних досліджень".